# DALL-E
DALL-E är en AI-modell som utvecklades av Mira Murati på OpenAI och släpptes år 2021. Modellen är känd för sin förmåga att generera realistiska bilder och objekt baserat på en textbeskrivning, till exempel "en grön fågel med en krona på huvudet som spelar piano med sina fötter". DALL-E är tränad på en enorm datamängd, inklusive bilder och text, och använder sig av den här kunskapen för att skapa nya objekt och bilder som inte har existerat tidigare.
DALL-E har väckt uppmärksamhet i media på grund av dess förmåga att skapa unika och kreativa bilder och objekt, och har också använts i olika sammanhang, som att skapa omslagsbilder och förslag på produktdesign. Modellen har även fått kritik för att den kan användas för att skapa bilder och objekt som kan vara olämpliga eller stötande.